# 乔伊斯号护航驱逐舰
乔伊斯号护航驱逐舰（英語：USS Joyce，舷号：DE-317），是美国海军于第二次世界大战期间建造的一艘埃德索尔级护航驱逐舰，其舰名取自在达尔文空袭中阵亡的菲利普·迈克尔·乔伊斯（Philip Michael Joyce）少尉。
该舰由少尉的母亲哈罗德·T·乔伊斯夫人冠名，于1943年3月8日在德克萨斯州奥兰治联合钢铁厂铺设龙骨，随后于5月26日下水。9月30日，乔伊斯号正式服役，交由罗伯特·威尔科特斯（Robert Wilcox）少校指挥。

## 设计与装备
埃德索尔级护航驱逐舰的设计与巴克利级护航驱逐舰类似，均采用长船体并建有较高的舰桥。该级护航驱逐舰配备3英寸（76毫米）50倍径单装主炮，后续曾计划更换为5英寸（127毫米）38倍径主炮，但最终没有实际执行。该级护航驱逐舰由4台费尔班克斯-莫尔斯38D8-1/8-10内燃机提供动力，总功率最高可达6000匹马力，最高航速21节。其燃料舱可携带312吨重油，在12节航速下航程可达11000海里。此外，该级舰船还配备有较完善的侦查搜索系统，包括SL或SU水面雷达、SA对空雷达、QC声呐系统以及用于监听潜艇无线电的HF/DF天线。

## 服役历史
在百慕大完成试航调整后，乔伊斯号加入第22护航中队，跟随其他船只一起执行跨大西洋护航任务。1943年12月4日，她护送一批由100艘船只组成的船团从弗吉尼亚州诺福克出发前往北非，1944年1月31日，她由卡萨布兰卡返航纽约。3月1日，乔伊斯号护送船团出发前往北爱尔兰伦敦德里，9日夜间，船团在冰岛以南400海里处遭遇2艘德军U型潜艇袭击，队内利奥波德号护航驱逐舰中雷沉没，乔伊斯号迅速赶往事发海域救起了28名幸存者，之后她全速驶往目的地，最终于3月11日将伤员送上陆地。一周后，乔伊斯号护送船团返航，最终于3月28日驶抵美国东岸。
4月15日，乔伊斯号再次护送船团出发前往北爱尔兰，次日清晨，她被派往救援泛宾夕法尼亚号油轮。抵达现场后，乔伊斯号成功救起了包括船长在内的31名油轮幸存者，9时50分，舰上声呐突然追踪到1艘敌军潜艇，乔伊斯号随即发动攻击。她先后投下13枚深水炸弹，成功将U-550号潜艇逼出水面。甘迪号和彼得森号随后也加入战斗，使用舰炮成功命中潜艇并迫使其投降，德军艇员赶在美军抵达前凿沉潜艇，最终仅有13人被救起。4月26日，船团安全抵达伦敦德里，5月12日，她们顺利返抵纽约。
此后的1年中，乔伊斯号又护送了8批船团前往英国，1945年5月13日，她正式结束大西洋护航任务。6月4日，乔伊斯号跟随第22护航中队前往加勒比地区参加反潜和炮术训练，20日，她离开关塔那摩湾前往太平洋，此后她先后途经巴拿马运河和圣迭戈，最终于7月11日抵达珍珠港。之后一段时间，乔伊斯号一直在夏威夷海域参加反潜演习，8月28日，她被派往塞班岛和佐世保护送登陆船只。
9月22日，乔伊斯号护送一批坦克登陆舰由佐世保前往菲律宾，最终于10月2日抵达莱特湾。11月4日，她从萨马岛启程返回美国本土，先后途经珍珠港、圣迭戈和巴拿马运河，最终于12月10日抵达纽约。1946年1月21日，乔伊斯号结束大修离开纽约，3天后，她顺利驶抵格林科夫斯普林斯封存。5月1日，她于当地正式退役并加入美国海军预备舰队。
朝鲜战争爆发后，乔伊斯号被转送至马雷岛海军造船厂进行改造，1950年9月13日，她被重新分类为雷达哨戒驱逐舰DER-317。1951年2月28日，乔伊斯号重归现役，之后她在加利福尼亚海域进行了试航调整。5月12日，乔伊斯号被调至大西洋舰队，她于6月21日抵达罗德岛州纽波特，随后作为第10护航中队的一员开始执行雷达哨戒任务。之后的数年内，乔伊斯号一直在大西洋活动。
1957年7月17日，乔伊斯号跟随所属舰队经巴拿马运河进入太平洋执行任务，8月18日，她们顺利抵达珍珠港。结束为期6周的训练后，乔伊斯号开始在珍珠港、中途岛及马绍尔群岛海域开展反潜及雷达哨戒任务。1958年5月13日，乔伊斯号被派往埃内韦塔克环礁开展搜救任务，6月17日，她返回珍珠港，随后继续进行常规任务。1960年3月16日，乔伊斯号启程返回美国西岸。
3月22日，乔伊斯号抵达长滩，随后驶入长滩海军造船厂接受退役前整修，6月17日，她正式退役。1972年12月1日，乔伊斯号自美国海军除籍，随后于次年9月11日被出售拆解。

## 荣誉
乔伊斯号服役期间所获荣誉如下：
|  |  |

| Bronze star |

| 美国战役奖章 | 亚太战役奖章 |

| 欧洲-非洲-中东战役奖章 （1枚战斗之星） | 第二次世界大战胜利奖章 | 国防部服役奖章 |

## 历任舰长
| 姓名       | 译名                     | 军衔     | 所属军种       | 任职时间                    |
| ---------- | ------------------------ | -------- | -------------- | --------------------------- |
|            | 罗伯特·威尔科特斯        | 少校     | 美国海岸警卫队 | 1943年9月30日               |
|            | 本杰明·帕尔默·克拉克     | 少校     | 美国海岸警卫队 | 1944年10月5日               |
|            | 休伯特·乔治·鲍尔         | 少校     | 美国海岸警卫队 | 1945年8月14日               |
|            | 小约翰·福德里·汤普森     | 少校     | 美国海岸警卫队 | 1945年12月18日              |
|            | 查尔斯·威廉·沙尔夫       | 上尉     | 美国海岸警卫队 | 1946年1月3日                |
|            | 埃米特·帕特里克·欧哈拉   | 少校     | 美国海岸警卫队 | 1946年3月28日-1946年5月1日  |
|            | 詹姆斯·帕特里克·麦格雷迪 | 少校     | 美国海军       | 1951年2月28日               |
|            | 小大卫·J·布莱恩          | 少校     | 美国海军       | 1952年2月                   |
| 资料缺失   | 资料缺失                 | 资料缺失 | 资料缺失       | 1952年11月                  |
|            | 诺曼·查菲·博安           | 少校     | 美国海军       | 1955年                      |
|            | 约翰·皮特·帕巴库斯       | 少校     | 美国海军       | 1956年8月8日                |
|            | 戈登·巴斯特·特里布尔     | 少校     | 美国海军       | 1958年8月13日               |
|            | 罗伯特·艾伦·施罗德       | 上尉     | 美国海军       | 1959年12月26日              |
|            | 肯尼斯·克拉克·霍尔姆     | 少校     | 美国海军       | 1960年1月27日-1960年6月17日 |
| 参考文献： |                          |          |                |                             |